# Thomas Blount
Thomas Blount (* 10. Mai 1759 im Pitt County, Province of North Carolina; † 7. Februar 1812 in Washington, D.C.) war ein US-amerikanischer Politiker. Zwischen 1793 und 1812 vertrat er mehrfach den Bundesstaat North Carolina im US-Repräsentantenhaus.

## Werdegang
Thomas Blount war der jüngere Bruder von William Blount (1749–1800), der in den Jahren 1796 und 1797 US-Senator für den Staat Tennessee war. Außerdem war er ein Onkel von William Grainger Blount (1784–1827), der für Tennessee im US-Repräsentantenhaus saß. Blount wurde zu Hause ausgebildet und trat während des Unabhängigkeitskrieges im Alter von 16 Jahren in die Kontinentalarmee ein. Dabei geriet er in britische Kriegsgefangenschaft, die er in England verbrachte. Nach seiner Rückkehr und dem Ende des Krieges wurde er in Tarboro (North Carolina) im Handel tätig. Gleichzeitig begann er eine politische Laufbahn.
Im Jahr 1788 wurde Blount in das Repräsentantenhaus von North Carolina gewählt. Er war ein Gegner der Bundesregierung unter Präsident George Washington (Anti-Administration). Ende der 1790er Jahre wurde er Mitglied der von Thomas Jefferson gegründeten Demokratisch-Republikanischen Partei. Bei den Kongresswahlen des Jahres 1792 wurde er im neugeschaffenen neunten Wahlbezirk von North Carolina in das US-Repräsentantenhaus gewählt, wo er am 4. März 1793 sein neues Mandat antrat. Nach zwei Wiederwahlen konnte er bis zum 3. März 1799 drei Legislaturperioden im Kongress absolvieren. Im Jahr 1795 wurde der elfte Verfassungszusatz ratifiziert.
1802 bewarb sich Blount erfolglos um die Rückkehr in den Kongress. Bei den Wahlen des Jahres 1804 wurde er im dritten Distrikt seines Staates erneut in das inzwischen in Washington tagende US-Repräsentantenhaus gewählt. Dort löste er am 4. März 1805 William Kennedy ab. Nach einer Wiederwahl im Jahr 1806 konnte er bis zum 3. März 1809 im Kongress verbleiben. Im Jahr 1808 unterlag er seinem Vorgänger Kennedy, der damit für die folgenden zwei Jahre seinen alten Sitz wieder einnehmen konnte. Bei den folgenden Kongresswahlen des Jahres 1810 gewann Blount wieder gegen Kennedy. Damit konnte er am 4. März 1811 eine weitere Legislaturperiode im Kongress antreten, die er aber nicht mehr beendete, weil er am 7. Februar 1812 verstarb. Die folgenden Nachwahlen gewann dann wieder William Kennedy.